# 大德 (黎榜)
大德（1518年九月—1519年二月或三月），是越南后黎朝时期与黎昭宗对抗的起事领袖鄭綏擁立的黎榜的年号，共计半年。《欽定越史通鑑綱目》作天德。

## 纪年
| 大德 | 元年    | 2年     |
| ---- | ------- | ------- |
| 公元 | 1518年  | 1519年  |
| 干支 | 戊寅    | 己卯    |
| 黎朝 | 光紹3年 | 光紹4年 |